# The Observer
The Observer è un periodico britannico della domenica; edito dallo stesso gruppo del Guardian e dell'internazionale Guardian Weekly, è il più antico giornale domenicale del mondo, avendo visto il suo primo numero il 4 dicembre 1791 ad opera di W.S. Bourne.

## Storia
Per aprirlo, W.S. Bourne si fece prestare 100 sterline, dicendo ai suoi amici che avrebbe avuto una "veloce fortuna". Ma si sbagliava: tre anni più tardi l'azienda aveva debiti per 1.600 sterline, che lo spinsero a cercare acquirenti fra i gruppi antigovernativi londinesi. Il tentativo, però, non portò frutti, e per salvare il giornale fu necessario l'intervento economico del fratello di Bourne, che voleva vendere la testata al governo. Quest'ultimo rifiutò di acquistarlo, ma non si tirò indietro di fronte alla possibilità di far avere contributi al giornale per influenzarne la linea politica, e soprattutto per evitare gli interventi di oppositori come Tom Paine, Thomas Spence, Francis Burdett e Joseph Priestley sulle colonne della rivista.
Nel 1814 The Observer fu acquisito da William Innell Clement, che allora controllava anche il Morning Chronicle, Bell's Life in London e The Englishman e proseguì sulla linea favorevole alle posizioni del governo per ottenere in cambio i finanziamenti statali. Nel 1815 il primo ministro Henry Addington sovvenzionò anche uno dei principali cronisti dell'Observer, Vincent Dowling, per chiedere prove contro i seguaci di Thomas Spence: nel dicembre 1816 Dowling scrisse un articolo su un presunto incontro politico tenutosi a Spa Fields, nel sobborgo londinese di Islington, che fu usato come prova per arrestare i leader del movimento. La difesa, però, riuscì a dimostrare che i due principali testimoni, Dowling e John Castle, erano stati pagati per raccogliere informazioni a favore del governo.
Il governo, però, non riuscì a ottenere il sostegno della rivista dopo il massacro di Peterloo del 16 agosto 1819, né sulla cospirazione di Cato Street. Negli anni Venti del XIX secolo, sotto la direzione di Lewis Doxat, l'Observer assunse posizioni via via più favorevoli alla riforma parlamentare che poi fu messa in atto con il Reform Act del 1832, ma fu necessario che passasse molto tempo prima che il periodico sostenesse il suffragio universale, posizione poi assunta nel 1866.
Nel 1857, nel frattempo, Doxat era andato in pensione, lasciando l'incarico a Joseph Snowe: sotto la sua direzione, però, la diffusione dell'Observer calò drasticamente, anche per effetto della decisione di schierarsi con i nordisti durante la Guerra civile americana. Nel 1870 la proprietà dell'Observer passò nelle mani di Julius Beer, che alla morte, nel 1891, lo lasciò al figlio Frederick. Intanto, nel 1870, l'incarico di direttore responsabile era passato a Edward Dicey, che nel 1889 era stato sostituito da Henry Duff Traill: all'acquisizione, Frederick Beer lo rimpiazzò con la moglie Rachel, che nel frattempo era diventata anche direttrice del Sunday Times, poi da lei rilevato nel 1893.
Nel 1911, dopo un breve passaggio sotto il controllo di Alfred Harmsworth (che lo aveva acquisito nel 1905) il giornale fu comprato da William Waldorf Astor. La linea del giornale restò tory fino al 1942, quando si concluse la direzione di James Louis Garvin, che aveva assunto l'incarico nel 1908: a quel punto il giornale si dichiarò imparziale, una posizione rara in quel periodo.
La famiglia Astor controllò il giornale fino al 1977, con un ruolo centrale assunto da David Astor, che lo diresse per 27 anni assumendo posizioni molto dure - come l'opposizione all'invasione di Suez, che costò al giornale numerosi lettori - e accolse sulle sue pagine firme di prestigio come George Orwell. Astor cedette la testata all'ARCO, che a sua volta lo vendette alla Lonrho nel 1981. Nel mese di giugno 1983 l'Observer passò sotto il controllo del gruppo Guardian News and Media, editore del Guardian.

## Linea politica
In analogia con quella del Guardian, la linea politica dell'Observer è improntata su posizioni liberali/socialdemocratiche.